# James Beck
 (mai 2023).
Si vous disposez d'ouvrages ou d'articles de référence ou si vous connaissez des sites web de qualité traitant du thème abordé ici, merci de compléter l'article en donnant les références utiles à sa vérifiabilité et en les liant à la section « Notes et références ».
Pour les articles homonymes, voir Beck.
Ne doit pas être confondu avec James Beck (acteur).
James H. Beck, né le 14 mai 1930 à New Rochelle (État de New York) et mort le 26 mai 2007 à Manhattan (New York), est un historien de l'art américain spécialisé dans la Renaissance italienne.
Il était un critique franc de nombreuses restaurations et réattributions d'œuvres d'art de haut niveau, et a fondé le groupe de pression ArtWatch International (en) pour faire campagne contre les pratiques irresponsables dans le monde de l'art.

## Biographie
James Beck naît en 1930 à New Rochelle près de New York. Après avoir obtenu son diplôme de l'Oberlin College en 1952, il suit une formation de peintre, d'abord à l'Université de New York, puis à l'Académie des beaux-arts de Florence. À l'Université Columbia, il a entrepris sa thèse de doctorat, sur la sculpture de Jacopo della Quercia, sous la direction de Rudolf Wittkower. Beck a obtenu un doctorat en 1963 et il a publié sa monographie sur le sculpteur en 1991. Il est resté à la faculté d'histoire de l'art de Columbia toute sa vie, en tant que professeur de peinture et de sculpture de la Renaissance italienne à partir de 1972.
Un tournant dans la carrière de Beck se produit en 1991 lorsque, en tant qu'autorité mondiale sur Jacopo della Quercia, invité à commenter une récente restauration d'une des œuvres du sculpteur, une effigie d'Ilaria del Carretto (en) dans la cathédrale de Lucques, il  exprime son indignation face à ce qu'il qualifie de travail de nettoyage ruineux. Le restaurateur de la sculpture a intenté des poursuites contre lui devant les tribunaux de quatre villes, invoquant une diffamation criminelle, une infraction passible de trois ans d'emprisonnement en Italie.

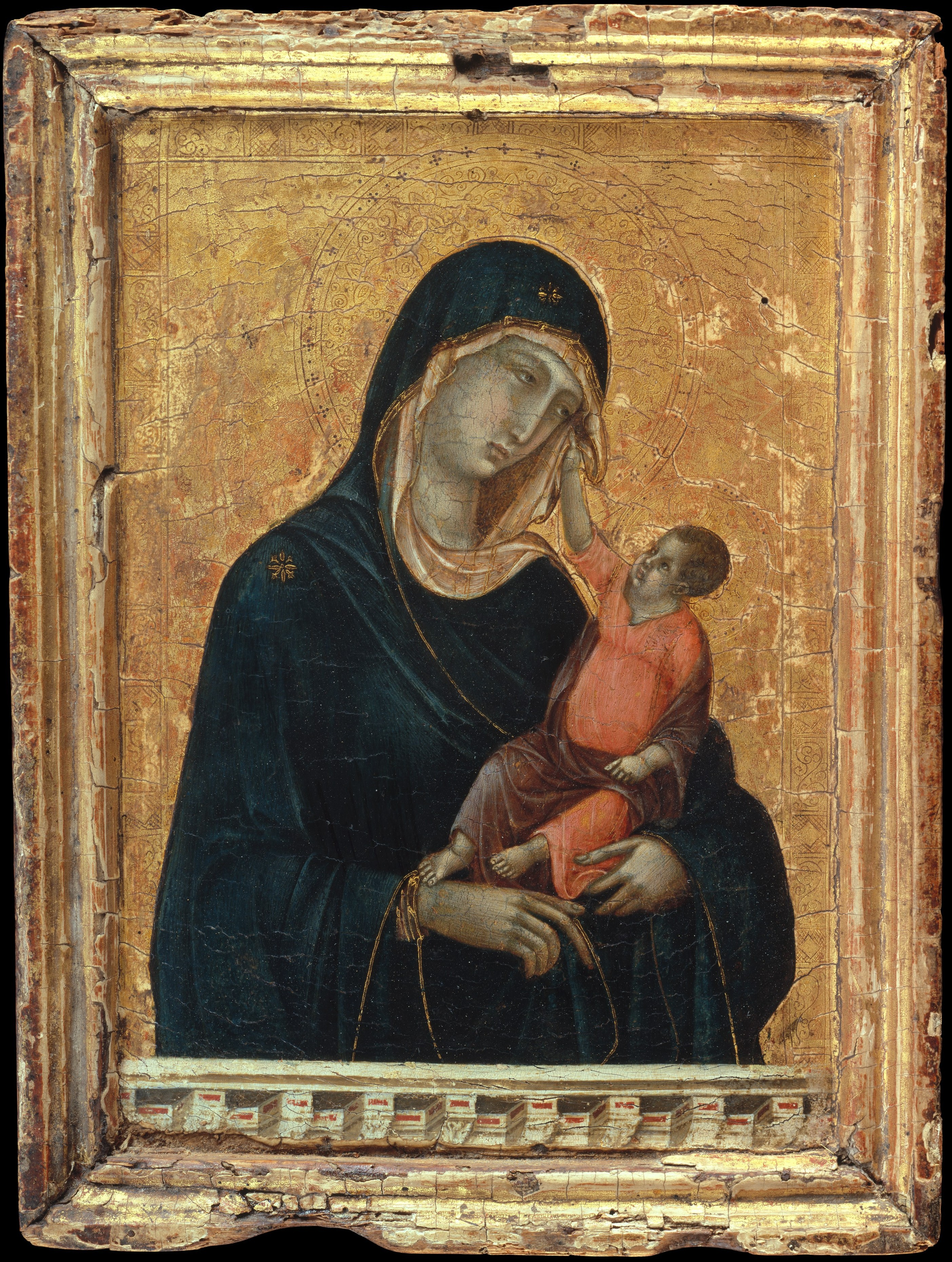
Duccio di Buoninsegna, Madonna Stroganoff.

Beck remporte les quatre procès, et ce succès l'incite à créer l'année suivante ArtWatch International (en). L'autre membre fondateur de l'organisation est Michael Daley, un historien de l'art britannique avec qui Beck a co-écrit Art Restoration: The Culture, the Business and the Scandal en 1993. Le livre est une attaque contre la profession de restauration d'art, et est particulièrement critique du nettoyage des fresques de la chapelle Sixtine de Michel-Ange qui était à ce moment-là quasiment terminée. Beck a également critiqué publiquement l'attribution à la fois de la Madonna Stroganoff du Metropolitan Museum (qu'il a acheté en 2001) à Duccio et de La Vierge aux œillets (l'acquisition majeure de la National Gallery en 2004) à Raphaël. Il plaide pour désattribuer ces œuvres dans son étude From Duccio to Raphael: Connoisseurship in Crisis, publiée à titre posthume en 2007.